# 金银山街道
金银山街道，是中华人民共和国湖南省益阳市赫山区下辖的一个乡镇级行政单位。

## 行政区划
金银山街道下辖以下地区：
粟公港社区、秀峰社区、竹山社区、西流湾社区、金银山社区和虎形山社区。